# Janeirinha

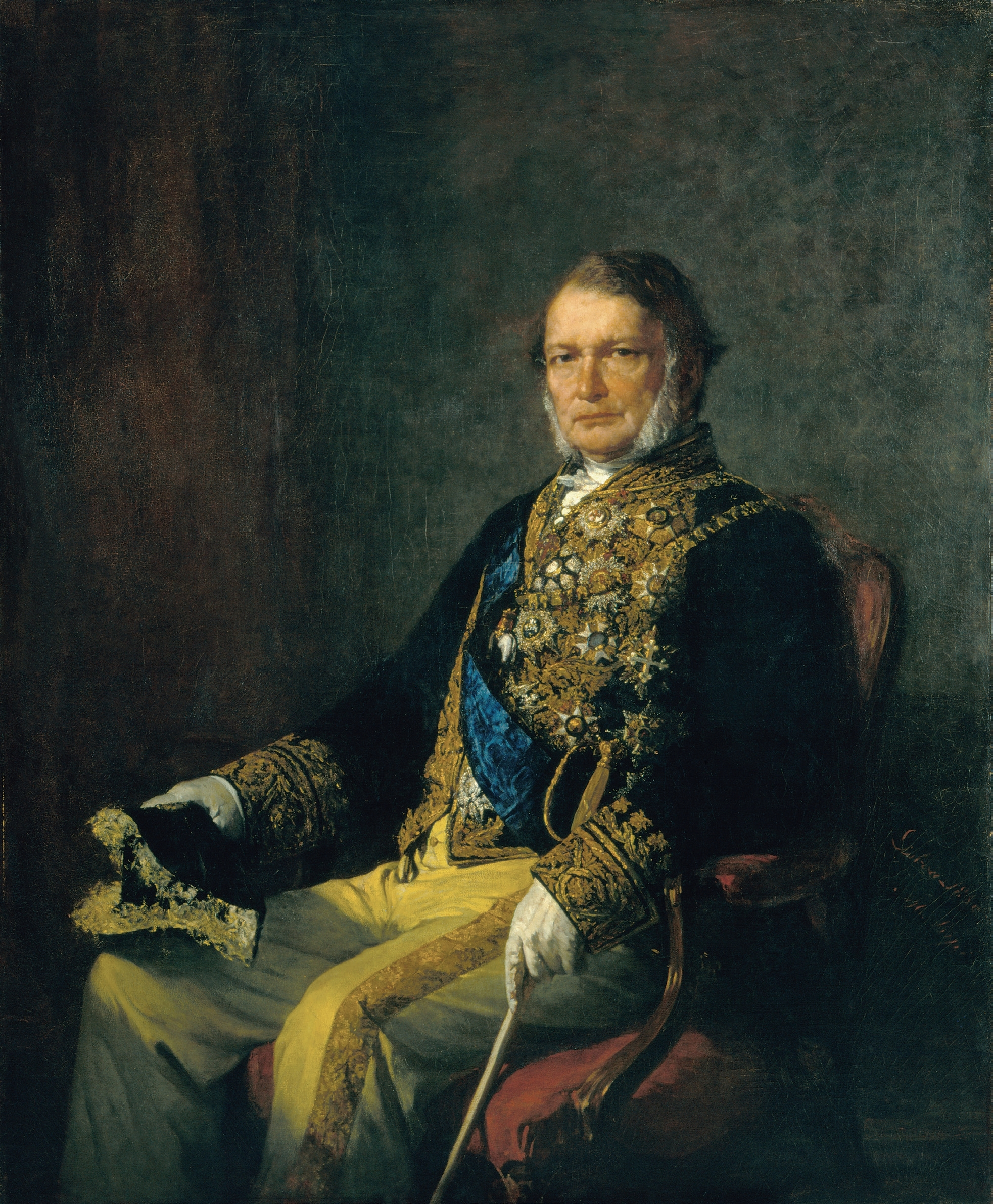
O duque de Ávila e Bolama (num óleo de Miguel Lupi), o grande beneficiário político da Janeirinha.

Janeirinha foi o movimento contestatário que eclodiu a 1 de janeiro de 1868 como protesto às leis que criavam o imposto de consumo e procediam à reforma administrativa do território em Portugal. A contestação levou à queda do governo no dia 4 de janeiro imediato. Teve grande adesão nas cidades de Lisboa, Porto e Braga, assim como o Norte rural que poucos anos antes e por semelhantes motivos fiscais se havia insurgido na Revolução da Maria da Fonte. Este descontentamento levou à formação de um novo governo presidido por António José de Ávila e, segundo alguns autores, marca o fim da Regeneração. Para além da queda do governo, a Janeirinha originou um novo arranjo das forças políticas, que levou à formação de um novo partido político, o Partido Reformista, e abriu caminho a um novo e prolongado período de instabilidade governativa, pondo fim à estabilidade imposta pelo movimento regenerador. No dia 1 de Janeiro de 1868 ocorreu uma grande manifestação no Porto, facto que veio a dar origem ao título do jornal portuense O Primeiro de Janeiro.

## Enquadramento
A Janeirinha foi o culminar de um conjunto de movimentações de carácter social e político que contestavam a política do governo em funções, em particular a sua política fiscal. Os grandes investimentos em obras públicas que tinham caracterizado o fontismo e o fraco crescimento da economia portuguesa, associado a um sistema fiscal incipiente, tinham levado a um crescente défice das contas públicas e a um crescimento galopante da dívida externa que apenas podia ser compensado pelo aumento da carga fiscal. Quando essas medidas foram anunciadas, eclodiram em Lisboa, no Porto e noutras localidades do país, manifestações populares que conduziram à queda do governo de que Fontes Pereira de Melo era a figura dominante.
Outro factor que contribuiu para o desencadear da Janeirinha foi o descontentamento provocado em diversos sectores da sociedade pela Lei da Administração Civil de 26 de junho de 1867, cujo mapa final de divisão do território foi publicada a 10 de dezembro de 1867, também conhecida pelo Código de Martens Ferrão, o qual interferia com a divisão territorial existente e contendia com o arreigado municipalismo existente na generalidade do país.

## Consequências
A Janeirinha, como ficaram conhecidos esses eventos de cunho revolucionário, não se limitou a substituir o governo por outro, antes originou um novo arranjo das forças políticas, que levou à formação de um novo partido político, o Partido Reformista. O aparecimento desta nova força veio interferir no equilíbrio até então existente, onde o arco político da governação era apenas ocupado por regeneradores e históricos. Com o fim desse equilíbrio desapareceram as condições que tinham imposto o regime de estabilidade política almejado, e temporariamente conseguido, pelo movimento da Regeneração, e foi aberto um novo e prolongado período de instabilidade governativa.
O governo que saiu da Janeirinha, presidido por António José de Ávila, era dominada pela direita reformista que se tinha mantido céptica, ou mesmo crítica, em relação ao fontismo. Para dar satisfação à exigências dos revoltosos, a 14 de janeiro foi revogado o imposto de consumo e o decreto da reforma administrativa de Mártens Ferrão, os dois diplomas que haviam dado origem à Janeirinha. No mesmo dia era também revogada a lei que reestruturara o Ministério dos Negócios Estrangeiros e a 13 de fevereiro o decreto que tinha reestruturado o Ministério da Fazenda, outros dos focos do descontentamento.
O parlamento foi dissolvido a 14 de janeiro, convocando-se novas eleições para 22 de março. As eleições são vencidas pelo partido avilista, um movimento político sem contornos ideológicos definidos que surgiu em torno de António José de Ávila.
Entretanto, o Norte rural continuou com esporádicos focos de revolta, como foi o caso de Soajo que em abril de 1868, liderados por um brasileiro e pelo conselho local, centenas de montanheses, armados de chuços, fouces, e clavinas de pederneira, se insurgem contra os "que esbanjavam o dinheiro da nação"; não só o governo de Lisboa, mas também as administrações regionais de Arcos e da Barca, que se rumorejava virem a expropriar terrenos de Suajo. Planeiam impossibilitar a tributação, queimando os arquivos municipais. Chegando a Arcos, negoceiam termos de resolução com as autoridades. Pacificados, retornam a Suajo. Já Barca, ter-se-ia fortificado em espera com velho material remanescente da Guerra Civil brandido por veteranos, mas os revoltosos estariam já a caminho de casa.
O novo governo avilista segue uma política de economias e moralidade, conforme o discurso do deputado Rodrigues de Carvalho, em 12 de Julho de 1869, que pretendia ser de rigorosa parcimónia nas despesas do Estado, e útil e proveitosa aplicação do dinheiro do povo, procurando alterar-se a anterior política da Regeneração, caracterizada como a política de semear para colher, numa referência ao uso e abuso do recurso ao crédito e ao aumento dos impostos.